# Chuyển mạch kênh

Minh hoạ cách truyền thông tin của kỹ thuật Nối-chuyển mạch

Chuyển mạch vòng (còn gọi là chuyển mạch kênh) hay ngắn gọn hơn chuyển mạch (tiếng Anh là circuit-switching), là một kỹ thuật nối-chuyển truyền thống được dùng rộng rãi để kiến tạo các mạng điện thoại. Kỹ thuật này hoàn tất một đường liên lạc thông tin cố định từ nguồn đến đích. Kế đến, thông tin (thường là dạng tín hiệu âm thanh) sẽ được chuyển trong đường nối. Sau khi hoàn tất, hay khi có lệnh hủy bỏ thì đường nối này sẽ bị cắt.
Các nút trong mạng kiểu này còn được gọi là trung tâm nối-chuyển hay trung tâm chuyển mạch (switching center).

## Phương thức hoạt động cơ bản

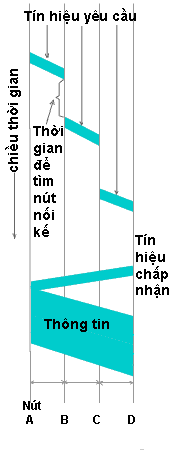
Kỹ thuật nối-chuyển mạch

- Mạng chuyển mạch có thể bao gồm nhiều nút (hay trạm nối dây). Mỗi nút và mỗi đầu cuối đều được địa chỉ hoá.
- Nguồn gửi thông tin sẽ yêu cầu nối mạng tới một địa chỉ đích.
- Các nút mạng sẽ tự động tìm ra các nút trung gian để nối thành một mạch dẫn từ nguồn tới đích một cách liên tục theo thuật toán đã định sẵn (quá trình này sẽ lâu hơn nếu hai máy nguồn và máy đích cách nhau qua nhiều nút trung gian hơn). Trường hợp một trong các nút trung gian không thể hoàn tất việc nối mạch thì tín hiệu bận (busy) có thể được chuyển về từ nút đó.
Trong thực tế, mỗi nút đều có sẵn một bảng ghi nhận các địa chỉ và các nút tương ứng gọi là bảng chuyển tiếp (forwarding table). Bảng này được cập nhật mỗi khi có thêm nút mới hay địa chỉ mới. Do đó, các nút chỉ việc yêu cầu nối dây với đường ra thích hợp dựa vào bảng này mỗi khi có lệnh thiết lập đường nối từ ngõ vào tới một địa chỉ bất kì.
- Nếu máy đích chấp thuận, và việc nối mạch với máy đích hoàn tất thì tín hiệu thông mạch (hay tính hiệu chấp thuận) sẽ được trả về. Ngược lại tín hiệu hết thời lượng (timeout) sẽ được gửi về máy chủ.
- Máy chủ bắt đầu trao đổi thông tin hay hủy bỏ việc trao đổi. Các nút mạng cũng sẽ tự hủy bỏ đường nối, giải phóng các nút cho các yêu cầu nối-chuyển khác.

## Đặc điểm
- Độ tin cậy rất cao: một khi đường nối đã hoàn tất thì sự thất thoát tín hiệu gần như không đáng kể.
- Băng thông cố định. Đối với kiểu nối này thì vận tốc chuyển thông tin là một hằng số và chỉ phụ thuộc vào đặc tính vật lý cũng như các thông số cài đặt của các thiết bị.
- Có thể dùng kỹ thuật này vào những nơi cần vận tốc chuyển dữ liệu cao hoặc nơi nào cần truy nhập dữ liệu với thời gian thực (realtime data access).
- Tuy nhiên, các vận chuyển này sẽ lấy nhiều tài nguyên và chúng được cấp cho một đường nối dây cho tới khi dùng xong hay có lệnh hủy. Nói cách khác, các đường nối dữ liệu nếu trong thời gian mở đường nối mà gặp phải các nút đều đang bận dùng cho đường nối trước đó thì buộc phải đợi cho tới khi các nút này được giải phóng.

## Thí dụ
Các thí dụ điển hình của việc dùng kỹ thuật chuyển mạch là:
- PSTN
- CSPDN
- Một số kiểu ISDN

## Lịch sử của kỹ thuật nối-chuyển mạch
Trong những ngày đầu, thì con người (hay đúng hơn các operator) ở các trạm giao thông điện đàm đóng vai nối các mạch điện thoại viễn thông với nhau bằng cách "hỏi" người muốn nối dây và "nghe" địa chỉ điện thoại người nhận, tìm kiếm và cắm và nối các đầu dây này trên các bảng chuyển mạch (switch board) nhằm tạo ra một đường dây điện thoại nối từ đầu gọi đến đầu nhận. Nếu như phải qua nhiều trạm trung gian thì việc nối-chuyển sẽ mất nhiều thì giờ và dễ gây sai lạc.
Trang thiết bị chuyển mạch tự động đã được phát minh vào thế kỉ 19 bởi Almon B. Strowger.

## Các kiểu kiến trúc của thiết bị chuyển mạch

### Crossbar

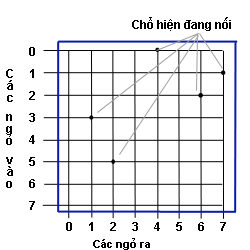
Mạng phân bố với 8 ngõ vào

Còn có các tên gọi là bộ chuyển mạch thanh chéo, bộ chuyển mạch điểm chéo (crosspoint switch) hay mạng phân bố. Đây là bộ chuyển mạch có n đường vào và n đường ra (như vậy nó có {\displaystyle n^{2}} điểm chéo). Với một mạng phân bố như vậy thì các ngõ vào đều có thể nối đồng thời với một ngõ ra riêng biệt nếu hai ngõ vào bất kì không đòi hỏi cùng một ngõ ra xác định.

Một điểm yếu của kiểu thiết kế này là số điểm chéo sẽ tăng nhanh theo số đầu vào. Nếu không kể các điểm tự nối mạch (trên đường chéo của hình) thì cần ít nhất đến n(n-1)/2 điểm chéo. Điều này không thực tế cho việc chế tạo các mạch tích hợp trong trường hợp có quá nhiều ngõ vào và ngõ ra (ứng với con chíp có số chân vào và chân ra cũng nhiều như vậy!).
Do đó, các thiết bị kiểu này chỉ hợp để dùng trong các văn phòng nhỏ.

### Space division

Bộ chuyển mạch phân khoảng với 8 ngõ vào

Hay còn gọi là bộ chuyển mạch phân khoảng. Đây là một kết hợp của nhiều bộ chuyển mạch điểm chéo để hình thành một thiết bị nối-chuyển có nhiều tầng.
Về tổng quát thiết bị này cũng có N ngõ vào và N ngõ ra, và nó bao gồm nhiều bộ chuyển mạch điểm chéo. Mỗi chuyển mạch điểm chéo có n ngõ vào và m ngõ ra hoặc N/n ngõ vào và N/n ngõ ra. Với cách thiết kế này thì số lượng điểm chéo cần thiết sẽ ít hơn. Tuy nhiên, nó cũng có chỗ yếu là có thể xảy ra tình trạng tắc nghẽn.
Theo hình minh hoạ, giả sử thiết bị chuyển mạch có 16 ngõ vào, 16 ngõ ra và cấu tạo từ các bộ chuyển mạch điểm giao kiểu 4 chân vào 3 chân ra và các bộ có 4 chân vào 4 chân ra (tổng cộng sẽ cần tới 11 chuyển mạch điểm giao) và có cả thảy 3 ba tầng. Như vậy ở tầng giữa chỉ nhận được tối đa 12 ngõ vào và nếu như có hơn 12 yêu cầu nối mạch cùng lúc thì tắc nghẽn chắc chắn xảy ra.

### Time division

Bộ chuyển mạch phân thời với 4 ngõ vào

Còn gọi là bộ chuyển mạch phân thời. Khác với các thiết kế trên, n ngõ vào được đọc quét theo một dãy thứ tự và xếp thành một khung với n chỗ trống bằng cách dùng kĩ thuật đa hợp (multiplexer). Mỗi chỗ trống có k bit. Bộ phận quan trọng nhất của bộ chuyển mạch này là bộ hoán đổi khe thời gian có nhiệm vụ nhận vào các khung và chuyển thành các khung ra đã được xếp lại thứ tự. Sau cùng chúng được gửi tới các ngõ ra theo thứ tự mới đó bằng kỹ thuật phân đa kênh (demultiplexer).
 Theo hình minh họa, cho bộ chuyển mạch phân thời với 4 ngõ vào 4 ngõ ra, thì các ngõ vào được nối với các ngõ ra như sau
| Ngõ vào được nối với | ngõ ra |
| -------------------- | ------ |
| 0                    | 3      |
| 1                    | 2      |
| 2                    | 0      |
| 3                    | 1      |

## Phân biệt với
- Kỹ thuật nối-chuyển gói hay nối-chuyển khung
- Kỹ thuật nối-chuyển gói mạch ảo